# Phaeogenes confusaneus
Phaeogenes confusaneus är en stekelart som först beskrevs av Cameron 1897.  Phaeogenes confusaneus ingår i släktet Phaeogenes och familjen brokparasitsteklar. Inga underarter finns listade i Catalogue of Life.